# مجلة الجمعية الجيولوجية
مجلة الجمعية الجيولوجية  هي دورية علمية تتبنى مراجعة الأقران تُنشر من قبل جمعية لندن الجيولوجية منذ 1826 إلى الوقت الحالي. تتمحور مواضيع المجلة حول تغطية البحث العلمي في جميع جوانب علوم الأرض.

## وصلات خارجية
- رسمي